# تشارلز كاتلر
تشارلز كاتلر (بالإنجليزية: Charles Cutler)‏ هو مصارع محترف أمريكي، ولد في 2 فبراير 1884 في ميشيغان في الولايات المتحدة، وتوفي في 25 ديسمبر 1952 في باو باو في الولايات المتحدة.

## وصلات خارجية
- تشارلز كاتلر على موقع WrestlingData.com (الإنجليزية)